# Hotel Strandparken
Hotel Strandparken er et 4-stjernet nyrenoveret hotel beliggende i den 9 tønder land store naturpark Strandparken i den vestlige del af Holbæk. Hotellet rummer i alt 67 værelser, og kan afholde arrangementer for op til 500 mennesker. 